# The Little Doll's Dressmaker
The Little Doll's Dressmaker è un cortometraggio muto del 1915 diretto da Wilfrid North.

## Produzione
Il film fu prodotto dalla Vitagraph Company of America.

## Distribuzione
Distribuito dalla General Film Company, il film - un cortometraggio in due bobine - uscì nelle sale cinematografiche statunitensi il 15 giugno 1915.